# 地球ファミリー
『地球ファミリー』（ちきゅうファミリー）は、1989年4月10日から1992年3月16日までNHK総合テレビジョンで放送されたテレビ番組である。後継番組は『生きもの地球紀行』。

## 概要
地球上の生き物たちの知恵や自然の営みの神秘さなどを、新鮮な映像で伝える自然番組であった。

## 放送時間
- 1989年4月 - 1991年3月：月曜 20:00 - 20:44／火曜 16:05 - 16:49
- 1991年4月 - 1992年3月：月曜 20:00 - 20:44

## 出演者
- 景山民夫[1]

## 放送リスト

### 1989年度
- 花と虫の1億年物語
- ツル北帰行
- 仮装する熱帯の昆虫たち
- 東京の空をインコが舞う・野生にもどった熱帯の鳥
- 黒潮5000キロ・カツオ，マグロの大回遊
- ナマケモノ・弱者が密林に生きる知恵 ナマケモノは本当に怠け者か?
- ウグイスは歌い・ツルは舞う 野鳥たちの愛のシグナル
- ミシシッピからの移住者 米国産アカミミガメ驚異のパワー
- ライオンの女系大家族 アフリカ・セレンゲティ
- 深海からの使者 ホタルイカ・光の謎 富山湾
- 神様の失敗作? 巨鳥「サイチョウ」 巣立ちまで樹洞の120日
- 一万匹ホタル大発光の謎
- カッコウ 子育てをやめた鳥の知恵 托卵!巧妙な他人の巣横取り作戦
- アシカ2万頭大繁殖 メキシコ・カリフォルニア湾
- 白夜に躍るフクロウたち フィンランド・北方原生林
- 大草原のリス プレーリードッグ 北米・ふれあい家族の生き抜く知恵
- 世界最大のカブトムシ・ヘラクレス コロンビア熱帯林
- 2000万羽の海鳥の楽園 カナダ・ニューファンドランド
- ビーバー 北米・森と湖の開拓者
- アフリカゾウ 母をなくした子象・エドの物語
- マウンテンゴリラ 森の王者のゆかいな会話
- 華麗なる空中産卵 トンボたちの繁殖戦略
- ブータンの不思議な花たち ヒマラヤ・高山植物紀行
- サケ大遡上 母なる川での生存競争
- 氷河期の生き残り・ナキウサギ 北米・ロッキー山脈
- 野生馬疾走〜宮崎県・都井岬ただ今98頭!自由の天地に生きる馬
- オホーツク海の王者 オオワシ
- マダガスカル島 原始のサルの楽園
- マダガスカル島 奇妙な鳥たちの島
- 大陸を縦断するチョウ オオカバマダラ集団越冬のふしぎ
- 水辺の悪役ナイルワニ サバンナの動物たちの生と死
- 名優・珍優・江戸前の魚 東京湾・過酷な海のしたたかな生きものたち
- フロリダの人魚　マナティー

### 1990年度
- 撮影成功 アフリカ奥地に石を使うチンパンジーを見た
- サバンナのハンター ハイエナ　タンザニア・ゴロンゴロ火口原
- カバ・増え過ぎた悲劇 ウガンダクィーンエリザベス国立公園
- サバンナの一日 ケニア・マサイマラ国立保護地域
- 限りなく増える虫 アブラムシの不思議な生活
- アマゾン大森林 雨期・水没林をイルカが泳ぐ
- アマゾン大森林 乾期・熱帯の湿原にあふれる命
- タカの千里眼フクロウの地獄耳・鳥たちのエサ獲り戦術
- 空中のハンター・狩りバチ 毒針とアゴがうんだ集団生活
- 東京湾に鳥を呼べ 大都市のバードサンクチュアリー作戦
- アマゾンの知恵者・オマキザル 南米・コロンビア
- 熱砂に生きる動物たち アメリカ・アリゾナ砂漠
- 町がセミで埋まる日 アメリカ＂17年ゼミ＂大発生
- タモリがせまる 類人猿のびっくり世界
- 満月の夜の神秘 サンゴ大産卵　沖縄・慶良間諸島
- アラスカシリーズ オットセイ80万頭アリューシャンの大繁殖地
- アラスカシリーズ 白夜の北極圏 生きものたちの一瞬の夏
- 海に追われたタカ・ミサゴ 三陸海岸・巣立ちまでの180日
- 岩合光昭の世界 圧巻!クジラのエサとりをとらえた ハワイ・アラスカ1万キロの旅
- 岩合光昭の世界 疾走!チーター親子の狩りを見た
- ただ今3万羽 カモメだけなぜ増える 北海道・大黒島
- 森から海へ 小さなカニの大旅行 三浦半島・アカテガニの住む谷
- ライチョウ・華麗な舞いの秘密 年功序列でプロポーズ
- 恐竜の生き残り?巨大トカゲ・コモドドラゴン
- 初公開 アザラシの水中子育て術 北海道・えりも岬
- 空飛ぶリス ムササビは地上を歩かない
- 生きもの不思議大陸オーストラリア 生き残りをかけた花のスーパーテクニック
- 生きもの不思議大陸オーストラリア 鳥たちの求愛作戦決めては豪華な手づくりハウス
- 生きもの不思議大陸オーストラリア 持ち込まれて100年 増えすぎたウサギの悲劇
- 木の実を運び埋める 森のネズミは植林家
- 密林のアジアゾウ・こんなに強い親子の絆 タイ・カオヤイ国立公園
- 昆虫写真家　栗林慧に迫る 地下4メートルにアリの王国をみた
- コイの大群 ウグイの産卵 知らなかった多摩川

### 1991年度
- 1億2千万匹 アカガニ大移動クリスマス島・カニが作った熱帯雨林
- 森のヒト・オランウータン 知られざる驚異の知能
- 北海道・知床半島 流氷原にオジロワシの狩りを見た
- カリフォルニア・海の生きものたちの四季巨大海藻・ジャイアントケルプの森
- 意外発見!あの自然を訪ねてみれば
- 満月の雪原にオオカミが吠える ポーランド・ソ連国境の森
- 巨大草食獣 インドサイ移送大作戦 ネパール・チトワン国立公園
- 羽毛をもらって巣を守る アイスランド・人と水鳥の優しい関係
- 戦いをやめたサルたち エチオピアのヒヒ
- 泥に住み、泥に跳ねる 生きものにあふれる有明海の秘密
- カナダ大草原のちいさなフクロウ 人と共存するアナホリフクロウ
- サバンナの狩人集団・リカオン 狩りの掟と家族愛
- 動物写真家岩合光昭の世界 砂漠の赤いカンガルーオーストラリア・乾燥大陸に生きる
- 動物写真家岩合光昭の世界 水中を飛ぶ鳥ペンギン南極大陸・一瞬の夏
- コウノトリは日本の空を舞えるか
- カブトガニ大上陸の浜 アメリカ・ニュージャージー
- オスとメス　我が子を残す知恵比べ こうして遺伝子は残る
- 知られざるアラビアの自然 紅海・生き物があふれる豊かな海
- 知られざるアラビアの自然 ラクダ・砂漠で見せる意外な野性
- 時速300キロの襲撃 超高速ハンターハヤブサ
- 接近!森の王者グリズリー カナダ・巨大ヒグマのすむ谷
- アリがチョウを育てる シジミチョウの奇妙な生活
- 川面に響く笑い声 ワライカワセミの華麗なるダイビング
- 湖底の主が浮上する 琵琶湖オオナマズの大産卵
- 壮観10万羽 オロロン鳥の乱舞する島 サハリン・チュレニー島
- 砂漠をバッタが埋めつくす 南アフリカ・カルー
- 工場跡地に生き物たちがあふれる 東京・荒川によみがえった自然
- 大海原の長距離飛行 追跡!巨鳥ワタリアホウドリ
- わが家は東京・ワシントン 都会に住みつくタヌキ・アライグマ
- そんなバカな!生きもの・だましのテクニック
- 島の神に守られた海鳥 玄界灘のオオミズナギドリ
- 地球最後の秘境パタゴニア セミクジラの歌う海 アルゼンチン・バルデス半島
- 地球最後の秘境パタゴニア アンデスの不思議なラクダ グアナコ チリ・パイネ国立公園
- 標高4千メートル エチオピアの高原にジャッカルが吠える
- 秘境・ガンジス上流に潜む巨大ワニ インドカビアル
- 救え!地球の生きものたち 気づくのが遅かった! 消えた動物たち
- 救え!地球の生きものたち 悲劇は終わるか? 追い詰められる動物たち
- 砂漠を選んだ生きものたち 不思議!水を得る知恵